# Macrometrula
Macrometrula es un género de hongo en la familia Psathyrellaceae. El género contiene una única especie denominada Macrometrula rubriceps, que fue encontrada en un invernadero en Kew Gardens, Inglaterra. Esta especie fue originalmente denominada Agaricus rubriceps en 1887.